# Mauzoleum Mielochów
Mauzoleum Mielochów – zabytkowe mauzoleum w formie gloriety w Poznaniu, na Malcie, na obszarze jednostki pomocniczej Osiedle Chartowo.

## Historia
Grobowiec powstał w 1934 z inicjatywy Wandy Kiszczenko (z d. Mieloch). W mauzoleum spoczął Andrzej Mieloch (ogrodnik, brat Wandy), a później także jego córka oraz syn Jerzy Mieloch.
W latach 70. XX wieku teren Białej Góry przeszedł na własność państwa. Trumny z ciałami zostały przeniesione na cmentarz na Junikowie. Od lat 90. XX wieku teren jest własnością rodziny dawnych właścicieli. Budynek został odnowiony w 2006.

## Architektura
Glorieta składa się z podpiwniczonego postumentu ze schodkami, ośmiu lekko ponad 4-metrowych, koliście rozstawionych kolumn podtrzymujących przysadzistą, niegdyś zwieńczoną krzyżem, kopułę pokrytą papą (pierwotnie blachą).